# George Kolala
George Kolala (ur. 3 marca 1976) – zambijski piłkarz grający na pozycji bramkarza.

## Kariera klubowa
Karierę piłkarską Kolala rozpoczął w klubie Zamsure FC. W 1997 roku zadebiutował w jego barwach w rozgrywkach zambijskiej Premier League. W 2003 roku odszedł do Zanaco FC. W tym samym roku wywalczył z Zanaco swój pierwszy w karierze tytuł mistrza Zambii, a mistrzostwo kraju zdobył także w latach 2005, 2006 i 2009. W 2006 roku zdobył Challenge Cup, w 2004 - Coca Cola Cup, a w latach 2003 i 2006 - Tarczę Dobroczynności. W 2007 zakończył karierę.

## Kariera reprezentacyjna
W reprezentacji Zambii Kolala zadebiutował 29 października 2000 roku w przegranym 0:2 towarzyskim meczu z Rwandą. W 2006 roku podczas Pucharu Narodów Afryki 2006 zagrał dwa mecze: z Tunezją (1:4) i z Gwineą (1:2). Od 2000 do 2007 rozegrał w kadrze narodowej 14 meczów.